# Lechner László
Lechner László (Pest, 1841. – Budapest, 1883. szeptember 9.) főgimnáziumi tanár, plébános, költő.

## Élete
Iskoláit Erdélyben elvégezvén, a teológiai pályára lépett és Tövisen plébános lett. Az 1870-es évek elején pályát változatott és tanár volt, előbb Hódmezővásárhelyen, majd a fehértemplomi állami főgimnáziumban. 1883-ban áthelyezték Lőcsére a reáliskolához; de mielőtt állását elfoglalhatta volna, szeptember 9-én meghalt Budapesten.
Költeményei többnyire Csataghi névvel jelentek meg; állandó munkatársa volt a Délmagyarországi Közlönynek és pap korában több teológiai lapnak és a Magyar Államnak.

## Munkái
- Emlékül a jó gyergyaiaknak. Uo. 1886.
- Emlékül Reményinek. Uo. 1866.
- Ifjúkori költemények. I. Brassó, 1867. (Mind a három munka Csataghi álnévvel.)
- 1867. újévi gondolatok. Uo. 1867.
- Az ötödik feleség. Regény. Dincklage-Campe bárónő után ford. Szeged, 1874. Két kötet. (A Szegedi Hiradó Regénytára 1., 2.)
- Uti rajzok. Temesvár, 1881. (Csataghi L. névvel.)
- Siemiensky Lucian két beszélye. Ford. Győr, 1889.
- Habicht Lajos, A Jakubinus nő bosszúja. Ford. Ugyanott, 1893. (Egyetemes könyvtár 61.)

Szerkesztette 1874-ben a Hódmező-Vásárhely c. Deákpárti közlönyt.